# Knogl (Vorderer Bayerischer Wald)
Der Knogl (1056 m), auch Knogel geschrieben, ist ein Berg im Vorderen Bayerischen Wald südöstlich der Gemeinde Sankt Englmar und liegt im Naturpark Bayerischer Wald. Er ist nahezu vollständig bewaldet.
Nächste benachbarte Berge sind nordwestlich der Predigtstuhl (1024 m) und der Pröller (1049 m), südöstlich der Hirschenstein (1095 m) und der Rauhe Kulm (1050 m).
Über den Gipfel des Knogl führt die Südroute des Prädikatwanderwegs Goldsteig.